# 澤勇智和
澤勇 智和（さわいさむ ともかず、1977年2月7日 - ）は、東京都品川区出身で式秀部屋に所属した元大相撲力士。本名は澤原 知和（さわはら ともかず）。最高位は東序二段53枚目（2014年7月場所）。好物は桃である。

## 経歴・人物
1992年7月場所、本名の「澤原」の四股名で初土俵を踏む。序ノ口は2場所目で勝ち越したが、初めて序二段で相撲を取った1993年1月場所で7戦全敗。序ノ口に陥落した翌3月場所は頸椎の負傷により休場し番付外に陥落。以降も9場所連続で休場し、1994年11月場所で11場所ぶりに前相撲から復帰。番付に名前が戻った1995年1月場所前には、式秀部屋と出身地の品川にちなみ、四股名を「式乃川」（しきのかわ）に改めた。
その後2020年9月場所まで全休は無かったが、その現役生活は序ノ口と序二段の往復に終始しており、30歳を過ぎてからは序二段に復帰しても1、2場所で序ノ口に降下することがほとんどで、序二段連続在位の場所数は5場所（1996年1月場所～同年9月場所）が最長。また、1場所で6勝以上の成績を修めたことが一度もなく、5勝2敗も若手時代の1997年11月場所及び1998年7月場所の2回のみ（いずれも序ノ口在位時のもの）、連続勝ち越しもやはり若手時代に2場所を2回（1995年11月場所から1996年1月場所及び2000年1月場所から同年3月場所、いずれも1場所目は序ノ口在位）記録したものが最長。さらには初土俵だった1992年が7勝7敗だったのを除いて年間勝率が5割に達したことも1度もない。初土俵から11年あまりが経過した2003年5月場所で初めて最年長・最古参序ノ口在位力士となった。
2000年5月場所に、初めて序二段の2桁台（東92枚目）に昇進。しかし同場所以降、勝ち越しの頻度が低くなり、2004年7月場所に自己最高位を更新（東序二段91枚目）するまでに25場所を費やした。
以降も序ノ口で勝ち越した翌場所に序二段で大敗して序ノ口に逆戻りをするサイクルを繰り返し、2009年9月場所から2010年11月場所に亘り負け越しを続けたものの、2011年1月場所に序ノ口で9場所ぶりに勝ち越した際は、続く5月技量審査場所で22場所ぶりに自己最高位を更新したが、この場所は7戦全敗に終わった。
2013年、この年から師匠となった10代式秀（元幕内・北桜）に、自身が嗣永桃子のファンであることを話し、嗣永の愛称である「ももち」を四股名に入れたいと申し出たところ承諾を得ることができ、また嗣永本人も「ぜひ使ってください」と快諾したため、同年9月場所から「ももち」と師匠の現役時代の四股名にちなんだ「桃智桜」（ももちざくら）に改名した。また下の名前は入門以来本名の知和としていたが、これに合わせて「五郎丸」に改めている。10代式秀が部屋を継承して以降はこういった珍四股名が命名される傾向にあり、これは女将の趣向によるところが大きい。この改名を行った時期も負け越しが長く続いていたが、改名3場所目の2014年1月場所は4勝3敗として、3年ぶりの勝ち越しとなり、翌3月場所では37歳にして3年ぶりの自己最高位更新を記録した。この年は7月場所でも最高位を更新した。しかし同場所以降勝ち越しから遠ざかり、2014年9月から2017年3月に亘り17場所連続で負け越し。その間、2015年11月場所及び2017年1月場所で9回目・10回目の7戦全敗を記録し、自身の幕下以下における最多全敗記録を更新。さらには翌3月場所でも7戦全敗し、力士生活25年目にして初めて2場所連続の皆勤全敗となった。翌5月場所は4勝3敗で自身3年ぶりとなる勝ち越しを遂げ、これが現役で最後の勝ち越しとなった。
2018年1月場所前に四股名を「澤勇 智和」（さわいさむ ともかず）に改めた。経緯としては、嗣永の芸能界引退直後となる2017年7月の名古屋場所中に、演歌歌手として活動していたことがある父が急逝していたことを明らかにした。演歌歌手としての父の芸名だった「澤勇」（さわ いさむ）を四股名にしたもので、亡き父と共に最後まで少しでも星を重ねてほしい、一緒に戦ってほしいという想いで、10代式秀が改名を提案した事による。なお、本名は「知和」だが、桃智桜の「智」をとって「智和」として、これからも嗣永及び嗣永を通して知ってもらったファンにも引き続き応援してほしいとしている。同場所で序ノ口在位が95場所となり、笠力充将の94場所を抜いて史上最多場所数となった。また翌3月場所では、旭光が引退したことにより、昭和時代に初土俵を踏んだ最後の現役力士である華吹に次ぐ古参の現役力士となった。2020年11月場所は腰痛のため序ノ口の地位で全休（1番相撲が不戦敗のため成績は1敗6休）し、翌2021年1月場所は26年ぶりに番付外に転落した。同場所は再出世を目指して前相撲に出場した。43歳11か月での前相撲出場は史上最年長の記録になった（従来の記録は2014年9月場所の北斗龍の43歳5か月）。
2022年1月場所限りで華吹（1986年3月場所初土俵）が引退したことに伴い、同年3月場所以降は澤勇が最古参の力士になった（最年長は翔傑）。
2022年7月場所初日の1番相撲では、史上初の東京大学出身力士として話題になった須山（木瀬部屋）の本割デビュー戦の対戦相手となり、突き倒しで敗れた。
2025年5月場所千秋楽、序ノ口で兎富士（伊勢ヶ濱部屋）との一番に敗れた後に現役引退を表明し、今後は千葉県茂原市の介護施設で調理関係の仕事に就く予定ということを明かした。2024年6月頃に師匠の10代式秀と話し合い、あと1年で引退することを決めていたという。同月28日、日本相撲協会から正式に現役引退が発表された。澤勇の引退により、現役最古参力士は天一（山響部屋）になった。

## 記録
いずれも、2025年5月終了場所時点の記録である。
- 序ノ口から序二段への昇進30回（最後の昇進は2024年5月場所）
- 序ノ口在位134場所（315勝608敗24休）
- 幕下以下の全敗17回（序二段7回・序ノ口10回）
- 前相撲の最年長出場（43歳11か月）[7]

## 主な成績

### 通算成績
- 通算成績：406勝860敗31休（187場所）

### 場所別成績
| | 一月場所 初場所（東京） | 三月場所 春場所（大阪）   | 五月場所 夏場所（東京）   | 七月場所 名古屋場所（愛知） | 九月場所 秋場所（東京） | 十一月場所 九州場所（福岡） |
| --- | ----------------------- | ------------------------- | ------------------------- | --------------------------- | ----------------------- | --------------------------- |
| 1992年 （平成4年） | x                       | x                         | x                         | （前相撲）                  | 東序ノ口60枚目 3–4      | 東序ノ口41枚目 4–3          |
| 1993年 （平成5年） | 東序二段155枚目 0–7     | 西序ノ口39枚目 休場 0–0–7 | （番付外）                | （番付外）                  | （番付外）              | （番付外）                  |
| 1994年 （平成6年） | （番付外）              | （番付外）                | （番付外）                | （番付外）                  | （番付外）              | （前相撲）                  |
| 1995年 （平成7年） | 東序ノ口48枚目 3–4      | 西序ノ口36枚目 1–6        | 西序ノ口17枚目 4–3        | 西序二段179枚目 3–4         | 西序ノ口15枚目 2–5      | 東序ノ口27枚目 4–3          |
| 1996年 （平成8年） | 西序二段174枚目 4–3     | 東序二段139枚目 1–6       | 西序二段178枚目 4–3       | 西序二段139枚目 2–5         | 西序二段170枚目 1–6     | 東序ノ口25枚目 3–4          |
| 1997年 （平成9年） | 西序ノ口28枚目 3–4      | 東序ノ口27枚目 3–4        | 西序ノ口11枚目 3–4        | 西序ノ口25枚目 3–4          | 東序ノ口30枚目 3–4      | 東序ノ口27枚目 5–2          |
| 1998年 （平成10年） | 東序二段156枚目 2–5     | 西序ノ口9枚目 4–3         | 東序二段144枚目 0–7       | 東序ノ口31枚目 5–2          | 西序二段150枚目 3–4     | 西序ノ口5枚目 4–3           |
| 1999年 （平成11年） | 西序二段129枚目 3–4     | 西序二段137枚目 3–4       | 東序二段153枚目 3–4       | 西序二段166枚目 3–4         | 東序ノ口19枚目 4–3      | 西序二段144枚目 3–4         |
| 2000年 （平成12年） | 西序ノ口8枚目 4–3       | 西序二段119枚目 4–3       | 東序二段92枚目 1–6        | 東序二段121枚目 2–5         | 西序ノ口5枚目 3–4       | 西序ノ口13枚目 4–3          |
| 2001年 （平成13年） | 東序二段110枚目 3–4     | 東序二段121枚目 1–6       | 西序二段130枚目 4–3       | 東序二段96枚目 2–5          | 東序ノ口3枚目 2–5       | 西序ノ口17枚目 3–4          |
| 2002年 （平成14年） | 東序ノ口12枚目 1–6      | 東序ノ口27枚目 3–4        | 東序ノ口14枚目 3–4        | 西序ノ口16枚目 3–4          | 東序ノ口19枚目 1–6      | 西序ノ口28枚目 3–4          |
| 2003年 （平成15年） | 東序ノ口20枚目 2–5      | 東序ノ口19枚目 2–5        | 西序ノ口6枚目 3–4         | 西序ノ口5枚目 4–3           | 西序ノ口19枚目 2–5      | 東序二段106枚目 1–6         |
| 2004年 （平成16年） | 東序ノ口14枚目 3–4      | 東序ノ口9枚目 3–4         | 東序二段121枚目 4–3       | 西序二段91枚目 1–6          | 西序ノ口5枚目 0–7       | 東序ノ口39枚目 3–4          |
| 2005年 （平成17年） | 東序ノ口31枚目 4–3      | 東序二段107枚目 1–6       | 東序二段128枚目 4–3       | 西序二段98枚目 1–6          | 西序ノ口7枚目 1–2–4     | 東序ノ口23枚目 4–3          |
| 2006年 （平成18年） | 東序二段115枚目 0–7     | 東序ノ口29枚目 3–4        | 西序ノ口2枚目 4–3         | 東序二段101枚目 1–6         | 西序ノ口9枚目 1–6       | 東序ノ口28枚目 4–3          |
| 2007年 （平成19年） | 東序二段110枚目 0–7     | 東序ノ口30枚目 0–2–5      | 東序ノ口43枚目 4–3        | 西序二段126枚目 3–4         | 東序ノ口8枚目 2–5       | 東序ノ口18枚目 2–5          |
| 2008年 （平成20年） | 西序ノ口23枚目 2–5      | 東序ノ口19枚目 4–4        | 東序二段101枚目 1–6       | 東序ノ口5枚目 1–6           | 東序ノ口30枚目 4–3      | 西序二段106枚目 1–6         |
| 2009年 （平成21年） | 西序ノ口9枚目 1–4–2     | 東序ノ口15枚目 2–5        | 東序ノ口10枚目 2–5        | 東序ノ口18枚目 4–3          | 西序二段105枚目 0–7     | 東序ノ口23枚目 2–5          |
| 2010年 （平成22年） | 西序ノ口19枚目 2–5      | 西序ノ口15枚目 3–4        | 東序二段121枚目 2–5       | 東序ノ口9枚目 3–4           | 東序ノ口11枚目 2–5      | 東序ノ口19枚目 2–5          |
| 2011年 （平成23年） | 西序ノ口18枚目 4–3      | 八百長問題 により中止     | 西序二段87枚目 0–7        | 東序ノ口2枚目 2–5           | 東序ノ口9枚目 2–5       | 東序ノ口9枚目 3–4           |
| 2012年 （平成24年） | 東序ノ口4枚目 2–5       | 西序ノ口8枚目 2–5         | 西序二段104枚目 3–4       | 西序二段106枚目 2–5         | 東序ノ口10枚目 2–5      | 東序ノ口7枚目 3–4           |
| 2013年 （平成25年） | 東序ノ口5枚目 0–7       | 東序ノ口13枚目 3–4        | 西序二段96枚目 2–5        | 東序ノ口7枚目 2–5           | 東序ノ口10枚目 3–4      | 東序ノ口10枚目 2–5          |
| 2014年 （平成26年） | 西序ノ口13枚目 4–3      | 東序二段61枚目 1–6        | 東序二段90枚目 4–3        | 東序二段53枚目 1–6          | 東序二段93枚目 1–6      | 東序ノ口12枚目 2–5          |
| 2015年 （平成27年） | 東序ノ口11枚目 3–4      | 西序ノ口5枚目 2–5         | 東序二段100枚目 2–5       | 東序ノ口2枚目 3–4           | 西序ノ口6枚目 2–5       | 東序ノ口9枚目 0–7           |
| 2016年 （平成28年） | 東序ノ口22枚目 3–4      | 東序ノ口8枚目 3–4         | 西序二段100枚目 2–5       | 西序ノ口3枚目 3–4           | 西序ノ口2枚目 1–6       | 西序ノ口14枚目 3–4          |
| 2017年 （平成29年） | 西序ノ口4枚目 0–7       | 西序ノ口19枚目 0–7        | 西序ノ口28枚目 4–3        | 西序二段94枚目 1–6          | 東序ノ口9枚目 1–6       | 西序ノ口16枚目 3–4          |
| 2018年 （平成30年） | 東序ノ口6枚目 2–5       | 西序ノ口6枚目 2–5         | 東序ノ口3枚目 2–5         | 西序ノ口13枚目 3–4          | 東序ノ口15枚目 2–5      | 西序ノ口18枚目 3–4          |
| 2019年 （平成31年 /令和元年） | 東序ノ口13枚目 2–5      | 西序ノ口10枚目 2–5        | 西序ノ口5枚目 3–4         | 西序ノ口9枚目 3–4           | 西序ノ口14枚目 3–4      | 東序ノ口13枚目 2–5          |
| 2020年 （令和2年） | 西序ノ口18枚目 2–5      | 東序ノ口16枚目 3–4        | 感染症拡大 により中止     | 西序ノ口4枚目 1–6           | 東序ノ口10枚目 2–5      | 西序ノ口18枚目 0–1–6        |
| 2021年 （令和3年） | （前相撲）              | 西序ノ口24枚目 2–5        | 東序ノ口3枚目 2–5         | 東序ノ口6枚目 2–5           | 東序ノ口6枚目 3–4       | 東序ノ口4枚目 0–7           |
| 2022年 （令和4年） | 東序ノ口18枚目 1–7      | 西序ノ口6枚目 2–5         | 西序二段109枚目 0–7       | 東序ノ口15枚目 3–4          | 西序ノ口5枚目 3–4       | 西序ノ口筆頭 0–7            |
| 2023年 （令和5年） | 西序ノ口15枚目 1–6      | 東序ノ口5枚目 1–6         | 西序ノ口2枚目 2–5         | 西序ノ口6枚目 1–6           | 東序ノ口13枚目 1–6      | 西序ノ口11枚目 1–6          |
| 2024年 （令和6年） | 東序ノ口10枚目 0–7      | 東序ノ口14枚目 3–4        | 西序二段96枚目 0–7        | 東序ノ口11枚目 2–5          | 西序ノ口7枚目 1–6       | 東序ノ口11枚目 1–6          |
| 2025年 （令和7年） | 東序ノ口12枚目 2–5      | 東序ノ口8枚目 0–7         | 東序ノ口24枚目 引退 1–6–0 | x                           | x                       | x                           |
| 各欄の数字は、「勝ち-負け-休場」を示す。 優勝 引退 休場 十両 幕下 三賞：敢=敢闘賞、殊=殊勲賞、技=技能賞 その他：★=金星 番付階級：幕内 - 十両 - 幕下 - 三段目 - 序二段 - 序ノ口 幕内序列：横綱 - 大関 - 関脇 - 小結 - 前頭（「#数字」は各位内の序列） |                         |                           |                           |                             |                         |                             |

## 改名歴
- 澤原 知和（さわはら ともかず）1992年7月場所 - 1994年11月場所
- 式乃川 知和（しきのかわ ともかず）1995年1月場所 - 2013年7月場所
- 桃智桜 五郎丸（ももちざくら ごろうまる）2013年9月場所 - 2017年11月場所
- 澤勇 智和（さわいさむ ともかず）2018年1月場所 - 2025年5月場所